# Steffen Kielstrup
Steffen Kielstrup, né le 18 octobre 1984 à Vejle au Danemark, est un footballeur danois qui évolue au poste de milieu de terrain.

## Biographie

### Carrière de joueur

#### Vejle BK
Né à Vejle au Danemark, Steffen Kielstrup est formé par le club local du Vejle BK, où il commence sa carrière professionnelle à seulement 16 ans en mai 2001. Fidèle du club, il prolonge son contrat à l'issue de la saison 2006-2007 jusqu'en 2009 alors que le club vient d'être relégué et qu'il était courtisé par des formations de première division. Il s'impose comme un joueur majeur de cette équipe, dont il devient le capitaine.

#### AC Horsens
Le 17 avril 2012, est annoncé le transfert de Steffen Kielstrup à l'AC Horsens, qui rejoint les jaunes librement au mois de juillet.
Le 29 octobre 2012, il inscrit son premier but pour Horsens, lors d'une rencontre de championnat face au FC Copenhague. Il donne ainsi la victoire à son équipe, étant l'unique buteur de la rencontre.

#### Retour au Vejle BK
Le 14 mai 2015, est annoncé le retour de Steffen Kielstrup au Vejle BK. Il est alors libre de tout contrat après son passage à Horsens, qui ne lui a proposé qu'un contrat à temps partiel, le joueur a donc préféré retourner dans le club de ses débuts.
Le 21 mai 2017, Kielstrup met finalement un terme à sa carrière professionnelle, à l'âge de 32 ans, en raison notamment de problèmes de dos récurrents l'empêchant de courir. Le Vejle BK réfléchit alors à lui donner un rôle dans l'organisation du club.

### Carrière d'entraîneur
Le 9 juin 2017, Steffen Kielstrup devient entraîneur de l'équipe U17 du Vejle BK.